# 阿尔夫
阿尔夫是德国莱茵兰-普法尔茨州的一个市镇。总面积6.33平方公里，总人口866人，其中男性407人，女性459人（2011年12月31日），人口密度137人/平方公里。